# Carta Castiglioni
La Carta Castiglioni o Carta del navegare universalissima et diligentissima è una carta geografica attribuita a Diego Ribeiro di Siviglia. Si tratta della prima mappa rappresentante le costa della Cina e delle Molucche esplorate da Ferdinando Magellano nel 1521.
Il nome deriva da Baldassarre Castiglioni, il quale si trovava presso la corte di Spagna come ambasciatore del Papa quando ricevette in dono la carta da Carlo V d'Asburgo.